# 開放式經營
「開放式經營」（open business models）係由加州大學柏克萊分校科技管理學教授亨利．伽斯柏（Henry Chesbrough）所提出。
「創新」的觀念源自於經濟學家熊彼得（Joseph Alois Schumpeter），他認為創新是透過生產要素的重組，創造新的產品組合或服務，形成市場的破壞。一般人總以為生產要素的重組與創新，牽涉到公司營業機密與運作的獨特性，應於內部執行，但亨利．伽斯柏卻有別於傳統的思考，另闢「開放式創新」一途。
亨利．伽斯柏認為，若能結合外部夥伴共同創新，可達成較佳的創新效果，例如：透過外部策略夥伴，企業較能了解顧客需求，創造出更具市場競爭力的產品。這種利用外部力量協助創新，或是將企業內部研發成果移轉給其他企業進行創新的活動，就是所謂的「開放式創新」。伽斯柏將實驗室裡的腦力激盪拉到全球現場，企業體可以貢獻部分心血結晶拋磚引玉，也可以引進、移植他人的研發成果，直接進行產品更新。